# Cistus osbeckiifolius
La jara de Las cañadas (Cistus osbeckiifolius) es una especie de planta de la familia de las cistáceas.

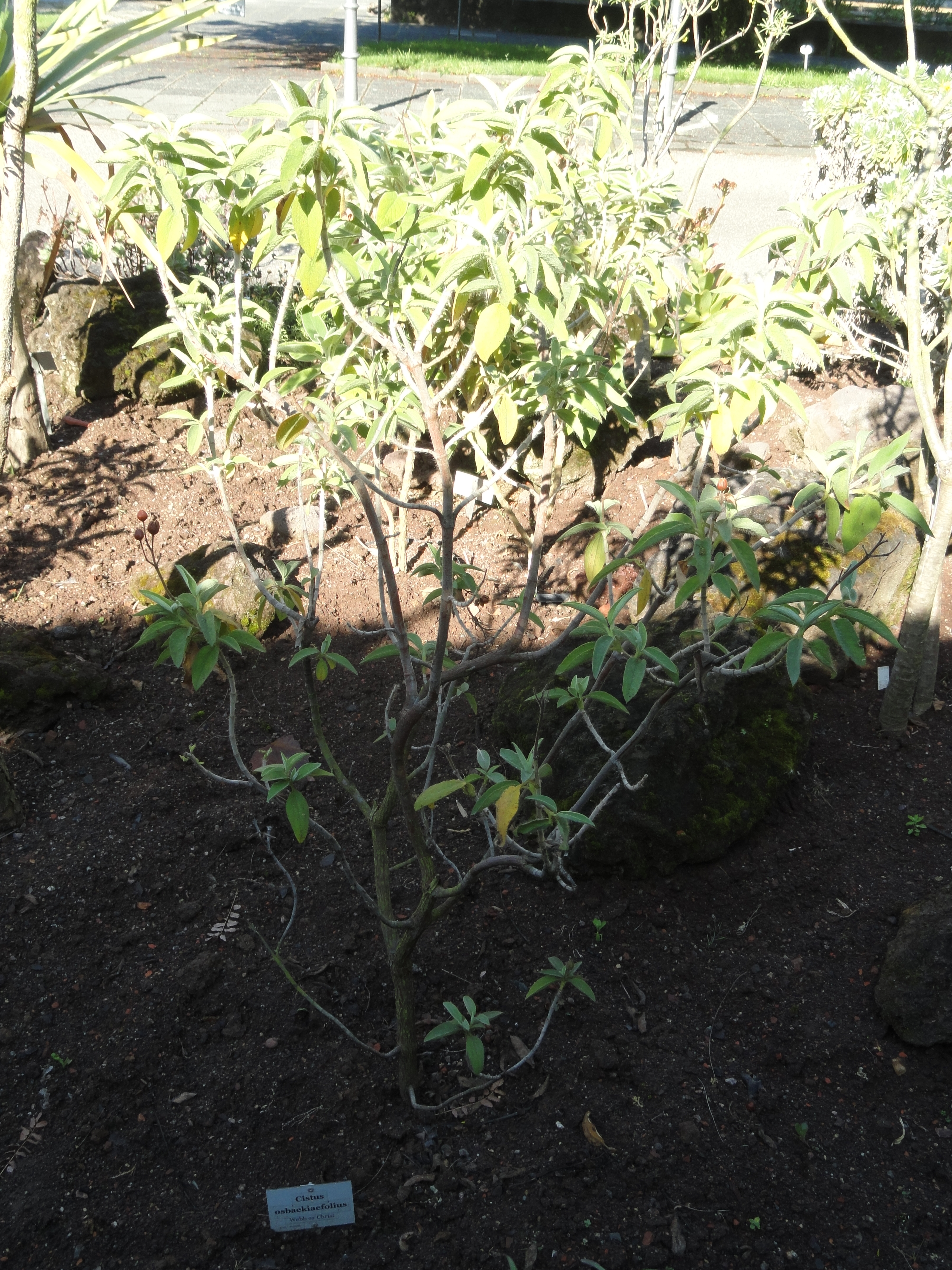
Vista de la planta

## Descripción
Es un arbusto de hojas muy vellosas con grandes flores rosadas que puede alcanzar 1 metro de altura. Esta especie vegetal se caracteriza entre otras cosas porque sus frutos contienen una gran cantidad de semillas, que en la madurez se tornan a un color pardo negruzco.

## Hábitat
Especie típica del cedral de las cumbres tinerfeñas. Se distribuyen en la zona subalpina del Parque nacional del Teide en Tenerife (Canarias) por encima de los 2.000 metros de altitud, constituyendo así un endemismo tinerfeño. Esta planta que crece solamente en presencia de un tipo de rocas llamadas fonolitas, habita exclusivamente en tres lugares del Parque y está sometida a un importante plan de conservación.

## Conservación
Esta especie sufre una gran presión debida a la depredación de los conejos introducidos en la isla. En los últimos años algunos incendios han afectado a sus poblaciones. Además las subpoblaciones que se encuentran cercanas a senderos transitables son sensibles al pisoteo o recolección por parte de los visitantes del Parque nacional. Incluso algunos ejemplares que habían sido vallados como medida de protección han sido objeto de vandalismo. Algunas poblaciones necesitan medidas de conservación urgentes para su mentenimiento, tales como reintroducciones o reforzamiento poblacionas. Otras medidas que se han propuesto para evitar su extinción son la inclusión de sus semillas en bancos de germoplasma, su cultivo, el seguimiento poblacional y la regeneración de su hábitat con el reforzamiento de la población de cedros canarios (Juniperus cedrus) como especie característica de la flora potencial de la zona.

## Taxonomía
Cistus osbeckiifolius fue descrita por Webb ex Pit. & Proust y publicado en Botanische Jahrbücher für Systematik, Pflanzengeschichte und Pflanzengeographie 9: 96. 1887.
Etimología
Cistus: nombre genérico que deriva del griego kisthós latinizado cisthos = nombre dado a diversas especies del género Cistus L. Algunos autores pretenden relacionarla, por la forma de sus frutos, con la palabra griega kístē = "caja, cesta".
osbeckiifolius: epíteto que procede de la unión de Osbeckia, nombre de un género de plantas y folius, que significa "follaje", aludiendo a la semejanza foliar.